# Čatkal
Čatkal nebo Karakuldža (rusky Чаткал nebo Каракульджа) je řeka v Džalalabadské oblasti v Kyrgyzstánu a v Taškentském vilajátu v Uzbekistánu. Její délka činí 223 km. Povodí má rozlohu 7 110 km².

## Průběh toku
Pramení na jihozápadních svazích hřbetu Talaský Alatau. Na horním toku protéká širokou dolinou mezi prudkými svahy. Pod ústím přítoku Ters pak teče hlubokou úžlabinou. Je levou zdrojnicí Čirčiku (povodí Syrdarji). Po postavení Čarvacké přehrady ústí do ní.

## Vodní režim
Zdroj vody je převážně sněhový. Průměrný dlouhodobý průtok je 122 m³/s (maximální 920 m³/s).